# Max Walscheid
Maximilian Richard Walscheid, detto Max (Neuwied, 13 giugno 1993), è un ciclista su strada tedesco che corre per il Team Jayco AlUla. Professionista dal 2016, nel 2021 è diventato campione del mondo nella staffetta a squadre mista.

## Palmarès

### Strada
- 2014 (Stölting)

4ª tappa Tour de Berlin (Rudow > Rudow)
5ª tappa Tour de Berlin (Berlino > Berlino)
Campionati tedeschi, Prova in linea Under-23
- 2015 (Team Kuota)

4ª tappa Tour de Berlin (Rudow > Rudow)
Kernen Omloop Echt-Susteren
- 2016 (Giant-Alpecin, cinque vittorie)

3ª tappa Tour of Hainan (Haikou > Chengmai)
4ª tappa Tour of Hainan (Chengmai > Danzhou)
5ª tappa Tour of Hainan (Danzhou > Changjiang)
7ª tappa Tour of Hainan (Wuzhishan > Sanya)
9ª tappa Tour of Hainan (Xinglong > Xinglong)
- 2017 (Team Sunweb, una vittoria)

5ª tappa Post Danmark Rundt (Ebeltoft > Aarhus)
- 2018 (Team Sunweb, due vittorie)

3ª tappa Tour de Yorkshire (Richmond > Scarborough)
Münsterland Giro
- 2019 (Team Sunweb, una vittoria)

Omloop van het Houtland
- 2020 (NTT, due vittorie)

3ª tappa Tour de Langkawi (Temerloh > Kuala Lumpur)
8ª tappa Tour de Langkawi (Dataran Lang > Kuah)
- 2022 (Cofidis, una vittoria)

Grand Prix de Denain
- 2024 (Team Jayco AlUla, una vittoria)

Omloop van het Houtland

#### Altri successi
- 2016 (Giant-Alpecin)

Classifica a punti Tour of Hainan
- 2017 (Team Sunweb)

3ª prova Hammer Sportzone Limburg (Sittard-Geleen, cronosquadre)
- 2018 (Team Sunweb)

2ª prova Hammer Hong Kong (Hong Kong, cronosquadre)
- 2020 (NTT)

Classifica a punti Tour de Langkawi
- 2021 (Team Qhubeka NextHash)

Campionati del mondo, Staffetta mista
- 2024 (Team Jayco AlUla)

1ª tappa Okolo Slovenska (Dunajská Streda, cronosquadre)

## Piazzamenti

### Grandi Giri
- Giro d'Italia

2021: 124º
2024: 127º
- Tour de France

2020: 134º
2021: 121º
2022: non partito (16ª tappa)
- Vuelta a España

2018: 156º
2019: 137º

### Classiche monumento
- Milano-Sanremo

2020: 145º
- Giro delle Fiandre

2020: 30º
2021: 27º
2023: 55º
2024: 20º
2025: 61º
- Parigi-Roubaix

2018: 52º
2019: fuori tempo massimo
2021: 12º
2023: 8º
2024: 49º
2025: 59º

### Competizioni mondiali
- Campionati del mondo

Imola 2020 - Cronometro Elite: 19º
Fiandre 2021 - Cronometro Elite: 11º
Fiandre 2021 - Staffetta: vincitore
Glasgow 2023 - Staffetta: 3º

### Competizioni europee
- Campionati europei

Trento 2021 - Staffetta: 2º
Trento 2021 - Cronometro: 5º
Monaco di Baviera 2022 - Cronometro: 25º
Drenthe 2023 - Cronometro: 15º
Drenthe 2023 - Staffetta: 3º
Drenthe 2023 - In linea: 33º
Limburgo 2024 - Cronometro: 10º
Limburgo 2024 - Staffetta: 2º
Limburgo 2024 - In linea: 12º